# Geraldo Borges
Geraldo Borges é um quadrinista brasileiro conhecido principalmente por seu trabalho no mercado norte-americano de quadrinhos.

## Biografia
Formado em Engenharia Civil, função que exerceu durante oito anos, Geraldo Borges também foi professor de Animação e Infografia do Curso de Audiovisual e Novas Mídias da Universidade de Fortaleza. Em 1996, criou o fanzine Manicomics ao lado de JJ Marreiro e Daniel Brandão, considerado um dos mais relevantes fanzines brasileiros de quadrinhos e que foi publicado regularmente até 2006.
Depois de um tempo produzindo fanzines e quadrinhos independentes em Fortaleza, em 2007 passou a trabalhar no mercado norte-americano de quadrinhos com a editora DC Comics. Agenciado pela Art&Comics Internacional e, posteriormente, pela Chiaroscuro Studios, Borges desenhou para a DC, entre outros personagens, Superman, Batman, Mulher-Maravilha e Aquaman. Também fez trabalhos para outras editoras, como a Dark Horse, onde ilustrou as revistas Ghost e Angel, esta última adaptação da série de TV homônima.
Em 2011, Borges fundou em Fortaleza a Quadrinhos Estúdio e Escola de Desenho, que também funcionava como escola de artes. Em 2013, o artista mudou-se para Natal, transferindo também a sede do estúdio. Ele deu aulas até 2016, quando decidiu dedicard-se exclusivamente ao trabalho de desenhista de quadrinhos.
Depois de trabalhar principalmente para a DC Comics por cerca de 10 anos, em 2018 Borges assinou contrato com a Marvel para desenhar o gibi dos X-Men.
Em 2019, Borges mudou-se para o Chile, onde abriu a escola de desenho Quadriños e, junto com o roteirista chileno Claudio Álvarez, também fundou a agência ArtistGO, que representa vários desenhistas da América Latina para os Estados Unidos. Junto com Álvarez, Borges também lançou o romance gráfico El Último Detective, publicado pela editora chilena Acción Comics e que é ambientada em um futuro distópico na Nova Amazônia, que domina grande parte da América do Sul neste universo ficcional. O livro foi lançado no Brasil em 2022 pela Conrad Editora.

## Prêmios e indicações
Pelo fanzine Manicomics, Borges ganhou o Troféu HQ Mix de melhor fanzine em 2002, 2005 e 2006, e o Prêmio DB Artes de melhor edição independente em 2004. Também ganhou, em 2017, o Prêmio Al Rio de destaque internacional.